# Янкин, Яков Фёдорович
Яков Фёдорович Янкин (6 октября 1895, Новгородская губерния — 18 октября 1928) — активный участник становления Советской власти в Липецке и Липецком уезде.

## Биография
Родился в 1895 году в Новгородской губернии в крестьянской семье.
Окончив трёхклассное начальное училище, ещё подростком пошёл работать на завод химических волокон.
В 1915 году он был мобилизован и служил в армии. Октябрь 1917 года застал Якова Фёдоровича в Москве, где он записался в Красную гвардию и вступил в партию большевиков.
С началом Гражданской войны ЦК партии направляет его в прифронтовую полосу — в Тамбовскую губернию. В Тамбове создавал губернский революционный трибунал, был членом коллегии трибунала.
В 1919 году Тамбовским губкомом партии и губчека Янкин был направлен в южные районы губернии для организации чрезвычайной комиссии по борьбе с разгулом бандитизма. Созданная под его руководством ЧК распространяла свои функции на три уезда — Липецкий, Лебедянский и Усманский.
20 марта 1920 года назначен на должность начальника Липецкой уездной милиции.
Затем снова направлен в Тамбов, где тяжело заболел и для лечения вернулся в Липецк.
По окончании Гражданской войны Янкин активно включается в процесс восстановления хозяйственной жизни Липецкого уезда. 16 апреля 1921 года назначен заместителем председателя уездного исполкома, а 2 ноября того же года утверждён его председателем. Часто выезжал в деревни: изучал сельское хозяйство, беседовал с агрономами, налаживал телефонную связь со всеми волостями, организовывал общественные работы. «Среднего роста, светловолосый, с умным проницательным взглядом, он скорее был похож на учителя, чем на председателя. — рассказывал почётный гражданин г. Липецка Степан Иванович Поляков. — Яков был культурным, вежливым в обращении с подчиненными и посетителями и этого же требовал от всех сотрудников. Он не терпел грубости, считал её недопустимой в советском учреждении. В часы отдыха он любил побывать с друзьями, хорошо пел».
Яков Федорович стоял у истоков создания в октябре 1922 года Липецкого горсовета: был избран первым председателем Липецкого городского совета депутатов трудящихся, оставаясь одновременно и председателем уездного исполкома.
В марте 1923 года избран председателем Козловского уездного исполкома; с 1926 года — заместитель председателя Тамбовской губернской контрольной комиссии.
Умер Янкин 18 октября 1928 года.

## Память
- 30 октября 1959 года именем Янкина назван новый переулок Липецка.

## Ссылка
- Янкин Яков Фёдорович. К 110-летию со дня рождения (недоступная ссылка)
- Мы помним и уважаем свою историю. УМВД России по Липецкой области. Дата обращения: 21 января 2014.
- Историческая справка. Липецкий городской Совет депутатов. Дата обращения: 21 января 2014. Архивировано из оригинала 1 февраля 2014 года.